# بني قرة (بوعادل)
بني قرة هي إحدى مشيخات المملكة المغربية، تتبع جغرافيا لإقليم تاونات وإداريًا لبوعادل. يقدر عدد سكانها بـ 6083 نسمة حسب الإحصاء الرسمي للسكان والسكنى لسنة 2004.